# Đa phối nhóm

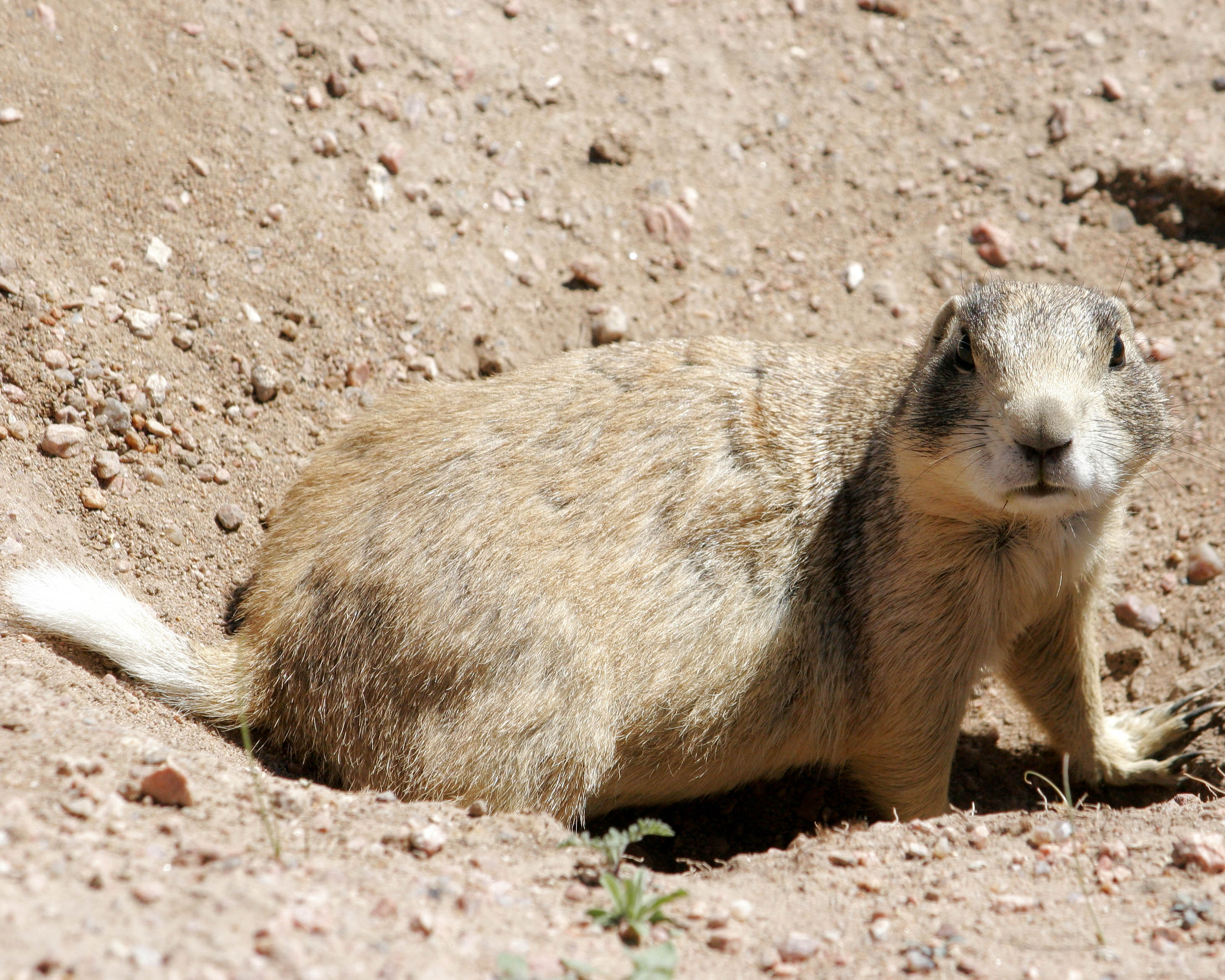
Một số nghiên cứu cho thấy, loài cầy thảo nguyên đuôi trắng (Cynomys leucurus) được cho là có tập tính kết đôi nhóm trong bầy của chúng

Đa phối nhóm (Polygynandry) hay kết đôi nhóm hay hiện tượng ghép đa giao  (nghĩa là ghép đôi theo nhóm đồng đều hay liên kết cặp đôi phức hợp hay ngẫu hợp) là một hệ thống giao phối trong đó cả con đực và con cái có nhiều đối tác giao phối (bạn tình/phối ngẫu) cùng trong một mùa sinh sản. Trong hệ thống này, tại một thời điểm (thường là mùa sinh sản) thì hai hoặc nhiều con đực có mối quan hệ độc quyền với hai hoặc nhiều con cái, số lượng con đực và con cái không nhất thiết phải bằng nhau, thường thì con đực ít hơn. Đa phối nhóm là một biến thể của hệ thống đa phối hay ghép đa giao hay đa phu thê (Polygamy). Trong hôn nhân ở loài người thì gọi đây là Đa phu đa thê hay tục quần hôn, hay tục tạp hôn hay chung chồng chung vợ phổ biến ở kiểu gia đình Punaluan và một biến thể của nó là trao đổi bạn tình hay dâm ô tập thể.

## Đại cương
Ở động vật lưỡng bội sinh sản hữu tính, các chiến lược giao phối khác nhau được sử dụng bởi con đực (con trống) và con cái (con mái) vì tiêu tốn công sức sinh ra giao tử thấp hơn con đực so với con cái. Các chiến thuật giao phối khác nhau được sử dụng bởi cả giống đực và giống cái được cho là kết quả của xung đột sinh sản ngẫu nhiên cả về mặt sinh thái và xã hội. Xung đột sinh sản trong xã hội động vật có thể phát sinh do các cá thể không giống nhau về mặt di truyền và chúng có các chiến lược tối ưu khác nhau để tối đa hóa sức sinh tồn của chúng và thông thường người ta thấy rằng xung đột sinh sản thường phát sinh do hệ thống phân cấp thống trị trong đó tất cả hoặc một phần chính của sinh sản chỉ được độc quyền bởi một cá thể (ví dụ ong bắp cày).
Ở loài ong Polistes carolina thì ong chúa thống trị trong số những con ong cái được xác định bởi bất kỳ cá thể nào đến tổ đầu tiên chứ không phải là kẻ tạo ra bầy. Trong một nghiên cứu về loài chim Prunella collaris, sự gần gũi và chia sẻ các dãy trên đỉnh núi Pyrenees của Pháp đã dẫn đến một hệ thống giao phối đa nhóm, trong đó hai đến bốn con trống sẽ giao phối với một phạm vi từ hai đến bốn con mái trong cùng một vùng lân cận. Đa phối nhóm (Polygynandry) là một cách khác để mô tả một hệ thống giao phối nhiều con đực cùng nhiều con cái. Khi con cái có nhiều đối tác giao phối, nó được gọi là đa phối đực và khi con đực có nhiều đối tác giao phối, nó được gọi là đa thê.
Mỗi giới tính có lợi ích của mình trong việc thực hiện hành vi lăng nhăng. Con cái, đặc biệt là những con có bạn tình kém cỏi về mặt di truyền, có cơ hội tăng chất lượng di truyền của con cái. Trong khi con đực có thể thụ tinh cho trứng của nhiều bạn tình khác. Về cơ bản, hành vi giao phối lý tưởng đối với con đực là lăng nhăng chứ không phải là một vợ một chồng khi chúng chỉ có một đối tác giao phối vì điều này dẫn đến nhiều con cái và những con đực này độc chiếm bạn tình của chúng bằng cách ngăn chặn chúng giao phối với con đực khác. Mặt khác, con cái được hưởng lợi thông qua chế độ đa thê vì chúng có nhiều con đẻ hơn. Nhìn chung, các nghiên cứu đã chỉ ra rằng đa phối nhóm có lợi cho con đực nhiều hơn là có lợi cho con cái.
Khi quan sát đa phối nhóm ở các loài khác nhau, con đực thường có phần trên tay có nghĩa là con đực có lợi nhiều hơn từ kết đôi nhóm so với con cái. Con cái thường tìm kiếm nhiều đối tác giao phối để tăng lợi ích cho con cái của chúng, cho dù đó là bằng cách tiếp cận thức ăn, chỗ ở cho con cái hoặc bằng cách cho con cái chúng những gen khỏe mạnh hơn, phù hợp để sống sót và sinh tồn. Mặt khác, trong hầu hết các trường hợp, con đực thường có nhiều bạn tình để có được nhiều con cái nhất có thể trong suốt cuộc đời của chúng và chúng có thể đạt được điều này dễ dàng hơn con cái vì trong hầu hết các trường hợp, con đực thường không chăm sóc và nuôi dạy con cái của chúng, chúng chỉ đơn giản là gieo giống thật nhiều nhất có thể.